# Hald (Skive)
Hald is een plaats in de Deense regio Midden-Jutland, gemeente Skive. De plaats telt 449 inwoners (2008).